# Quint Minnió
Quint Minnió (Quintus Mynnio, Μυννίων) fou un grec d'Esmirna favorable als romans, que va conspirar contra el rei Mitridates VI Eupator l'any 86 aC durant la primera guerra mitridàtica (88 aC fins a [84 aC]). La conspiració fou descoberta per la traïció d'un dels implicats, i Minió fou detingut i executat.